# Tetragoneura pectinata
Tetragoneura pectinata är en tvåvingeart som beskrevs av Freeman 1951. Tetragoneura pectinata ingår i släktet Tetragoneura och familjen svampmyggor. Inga underarter finns listade i Catalogue of Life.